# Liste der Kulturdenkmale in Pfaffenweiler

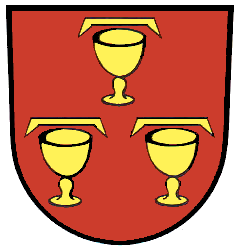

In der Liste der Kulturdenkmale in Pfaffenweiler sind Bau- und Kunstdenkmale der Gemeinde Pfaffenweiler verzeichnet, die im „Verzeichnis der unbeweglichen Bau- und Kunstdenkmale und der zu prüfenden Objekte“ des Landesamts für Denkmalpflege Baden-Württemberg verzeichnet sind. Dieses Verzeichnis ist nicht öffentlich und kann nur bei „berechtigtem Interesse“ eingesehen werden. Die folgende Liste ist daher nicht vollständig.

## Allgemein
- Bild: Zeigt ein ausgewähltes Bild aus Commons, „Weitere Bilder“ verweist auf die Bilder im Medienarchiv Wikimedia Commons.
- Bezeichnung: Nennt den Namen, die Bezeichnung oder die Art des Kulturdenkmals.
- Lage: Straßenname und Hausnummer oder Flurstücknummer des Kulturdenkmals, gegebenenfalls auch den Ortsteil. Die Grundsortierung der Liste erfolgt nach dieser Adresse. Der Link (Karte) führt zu verschiedenen Kartendiensten mit der Position des Kulturdenkmals. Fehlt dieser Link, wurden die Koordinaten noch nicht eingetragen. Sind diese bekannt, können sie über ein Tool mit einer Kartenansicht einfach nachgetragen werden. In dieser Kartenansicht sind Kulturdenkmale ohne Koordinaten mit einem roten bzw. orangen Marker dargestellt und können durch Verschieben auf die richtige Position in der Karte mit Koordinaten versehen werden. Kulturdenkmale ohne Bild sind an einem blauen bzw. roten Marker erkennbar.
- Datierung: Baubeginn, Fertigstellung, Datum der Erstnennung oder grobe zeitliche Einordnung entsprechend des Eintrags in der zuständigen Denkmaldatenbank (Landesamt für Denkmalpflege Baden-Württemberg).
- Beschreibung: Kurzcharakteristik des Kulturdenkmals.

## Kulturdenkmale der Gemeinde Pfaffenweiler
| Bild           | Bezeichnung              | Lage                                    | Datierung       | Beschreibung | ID |
| -------------- | ------------------------ | --------------------------------------- | --------------- | --- | -- |
| Weitere Bilder | Hohebannstein            | (Karte)                                 | um 1748         | Gemarkungsstein |    |
|                | St. Barbara- und Rosalia | Öhlinsweiler, Kapellenstraße 12 (Karte) | 18. Jh.–19. Jh. | Kapelle St. Rosalie und Barbara mit Kirchhof und Kirchhofmauer; Die Kapelle ein Saalbau mit polygonalem Chorschluss und Dachreiter; am Nordportal die Datierung 1766, renoviert 1859. In der Kirchhofmauer Arma-Christi-Kreuz, am Sockel datiert 1762                                                                            |    |
| Weitere Bilder | St. Columba              | Pfaffenweiler, Kirchstraße 10 (Karte)   |                 | Kath. Pfarrkirche St. Columba mit Teilen des Kirchhofs und Teilen der historischen Einfriedung. Kirche erstmals genannt 1267. Chor, Turm und Sakristei spätmittelalterlich. Vom Langhaus des 18. Jahrhunderts nur die Westfassade erhalten, das Langhaus dazwischen bis 1979 neugebaut und dabei nach Süden und Norden erweitert |    |
|                | Kaplanei                 | Pfaffenweiler, Kirchstraße 12 (Karte)   | 16. Jh.         | Kaplaneihaus; zweigeschossiges Gebäude mit Satteldach. Auf den Firstenden jeweils Steinkreuze. Eingangstür in historisierenden Formen | BW |
|                | Rathaus                  | Pfaffenweiler, Rathausgasse 4 (Karte)   | 1832            | Schulhaus, heute Rathaus, zweigeschossiger Bau mit Walmdach |    |